# Кокки, Джоаккино
Джоаккино Кокки (итал. Gioacchino Cocchi; 1715 либо в 1720, Падуя — 1804, Венеция) — итальянский композитор и капельмейстер. В 1757—1773 годах жил в Англии.
Кокки написал около 50 опер, две сюиты, увертюры, кантаты. 26 декабря 1755 года постановкой оперы Кокки «Зое» в Венеции открылся оперный театр «Сан-Бенедетто».
Современники Кокки ставили его наряду с Бальдассаре Галуппи. Среди его учеников был Андреа Луккези.